# آرکیدیا (میشیگان)
آرکیدیا (به انگلیسی: Arcadia) یک منطقهٔ مسکونی در ایالات متحده آمریکا است که در Arcadia Township واقع شده‌است. آرکیدیا ۲۹۱ نفر جمعیت دارد و ۱۸۱٫۰۵ متر بالاتر از سطح دریا واقع شده‌است.